# Max Birabén
Maximiliano León Pedro Birabén Losson (* 24. August 1893 in Buenos Aires; † 1977 in La Plata), allgemein als Max Birabén bekannt, war ein argentinischer Zoologe. Sein Forschungsschwerpunkt war die Arachnologie.

## Leben
Birabén war der Sohn von Julio und Maria Birabén. Er war verheiratet mit der Zoologin María Isabel Hylton Scott. 1917 wurde er mit der Dissertation Sobre algunos cladóceros de la República Argentina unter der Leitung von Miguel Fernández über Wasserflöhe der Süßgewässer zum Doktor der Naturwissenschaften im Fachbereich Zoologie der Universidad Nacional de La Plata promoviert. Von 1926 bis 1946 arbeitete er am Lehrstuhl für Embryologie und klassische Histologie der Universidad Nacional de La Plata, wo er von 1926 bis 1929 die praktischen Studien leitete, von 1927 bis 1931 außerordentlicher Professor und von 1932 bis 1946 ordentlicher Professor war. 1930 wurde er Professor für Spezielle Zoologie und 1933 Leiter für Wirbellosen-Zoologie am La-Plata-Museum. 1954 gründete er mit seiner Frau María Isabel Hylton Scott die Zeitschrift Neotrópica – Notas Zoológicas Sudamericanas. Im Jahr 1959 wurde er zum Direktor des Museo Argentino de Ciencias Naturales Bernardino Rivadavia ernannt. Von 1965 bis zu seinem Tod war er Honorarprofessor. Außerdem war er mehrere Jahre lang Präsident der Sociedad Ornitológica del Plata (heute Aves Argentinas) und der Sociedad Entomológica Argentina. Im Alter von 70 Jahren unternahm er eine Reise nach Bolivien und folgte dabei der Route von Alcide Dessalines d’Orbigny.
Birabén beschrieb die beiden Spinnengattungen Fernandezina (1951) und Neoxyphinus (1954), zwölf Spinnenarten sowie die Krebstiergattung Phallocryptus im Jahr 1951. Insgesamt beschrieb er über 31 neue Arten.
1968 veröffentlichte Birabén die Biografie German Burmeister. Su vida – su obra über den deutsch-argentinischen Naturforscher Hermann Burmeister (1807–1892).

## Dedikationsnamen
Der Arachnologe Cândido Firmino de Mello-Leitão benannte 1941 die Wolfsspinnengattung Birabenia und die Insektenforscher Carl John Drake und Margaret Eva Poor Hurd 1945 die Netzwanzengattung Birabena zu Ehren von Max Birabén. Daneben sind mehrere Insekten- und Spinnenarten nach ihm benannt worden, die das Epitheton birabeni erhalten haben.